# (10379) Lake Placid
(10379) Lake Placid est un astéroïde de la ceinture principale.

## Description
(10379) Lake Placid est un astéroïde de la ceinture principale. Il fut découvert le 18 juillet 1996 à l'Observatoire Rand par George R. Viscome. Il présente une orbite caractérisée par un demi-grand axe de 3,50 UA, une excentricité de 0,02 et une inclinaison de 6,5° par rapport à l'écliptique.

## Compléments